# 乔治一世广场 (帕特雷)

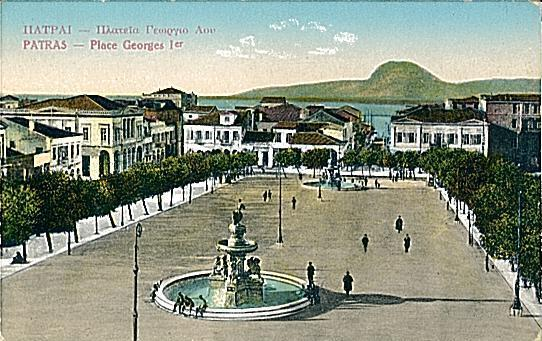
20世纪初的乔治一世广场

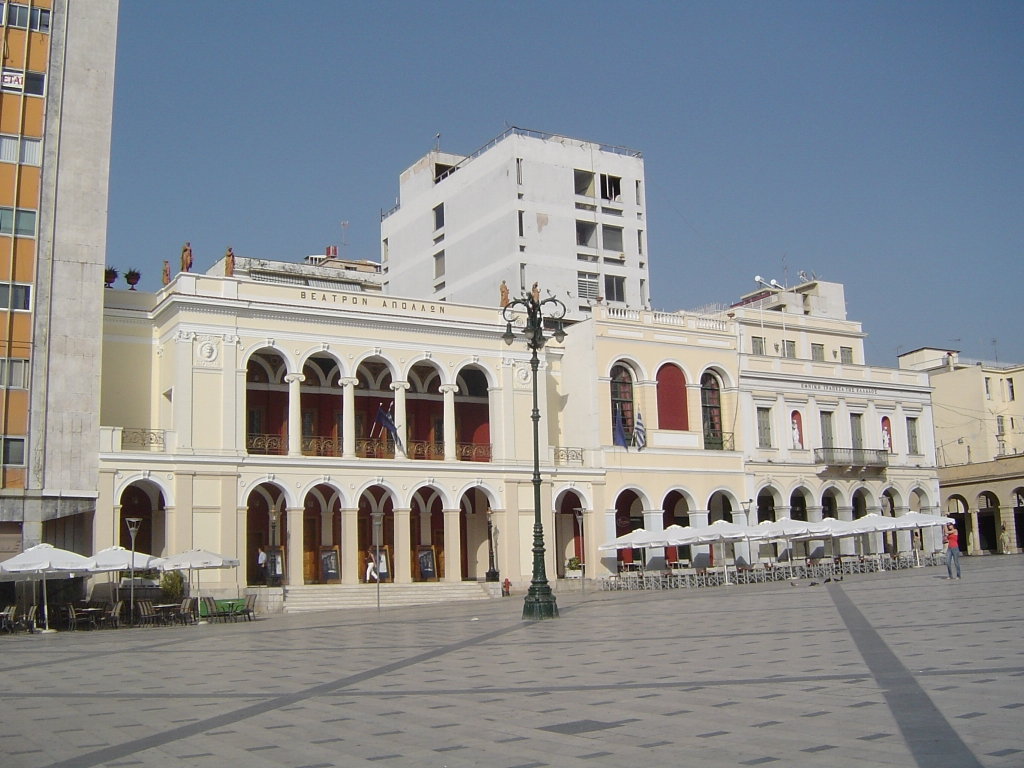
阿波罗剧院

乔治一世广场（Plateia Georgiou I）是希腊帕特雷的中心广场，得名于希腊国王乔治一世。广场中间为喷泉。广场旁边的地标包括阿波罗剧院。

## 历史
乔治一世广场完成于愛奧尼斯·卡波季斯第亞斯政府时期，规划于1829年。当时，帕特雷在希腊革命中被摧毁。规划包括在老城旁边创建新城，设计了栅格路网和大广场。广场曾数度易名，自1863年起，定名为乔治一世广场。该广场曾重建了几次，最后一次是在2006年。希腊第一部宪法在此完成。
广场周围原为新古典主义建筑。二战和希腊内战期间，许多新古典主义建筑不复存在，主要在东北部、东部和西南部。在20世纪60年代，改建为八，九层大厦。自20世纪50年代以来，希腊国道8号线和9号线通过广场。
38°14′46″N 21°44′06″E / 38.2462°N 21.7351°E